# Eugen Onegin (Oper)
Die Oper Eugen Onegin wurde um 1878 von Pjotr Iljitsch Tschaikowski geschrieben. Sie basiert auf dem gleichnamigen Versroman Eugen Onegin von Alexander Puschkin. Tschaikowski wählte für seine Oper den Untertitel Lyrische Szenen (лирические сцены).

## Handlung

### Erster Akt
1. Bild (Veranda vor dem Landsitz der Larins): Die Gutsbesitzerwitwe Larina und die Amme Filipjewna sind mit Hausarbeiten beschäftigt und lauschen dem Gesang von Larinas Töchtern, der verträumten Tatjana und der lebenslustigen Olga. Larina entsinnt sich der Träume ihrer eigenen Jugend und der Ernüchterung durch die Realität einer leidenschaftslosen Vernunftehe, mit der sie sich abgefunden hat: „Die Liebe läßt oft für das Glück / Gewöhnung als Ersatz zurück.“ Eine Gruppe Bauern kommt singend von der Ernte zurück und bringt Larina ein Dankgeschenk. Tatjana ist gerührt vom Gesang der Bauern, doch Olga macht sich lustig über ihre Sentimentalität. Dann erscheint Olgas Verlobter, der dichtende Gutsnachbar Lenski. Er bringt einen Gast mit, den neu zugezogenen dandyhaften Nachbarn Onegin.
2. Bild (Tatjanas Zimmer): Die Begegnung mit dem weltmännischen Großstadtmenschen Onegin hat Tatjana tief beeindruckt. Schlaflos bittet sie die beunruhigte Amme Filipjewna, aus ihrem Leben und von ihrer ersten Liebe zu erzählen. Doch anstatt von Leidenschaft und Liebe weiß diese nur von ihrer frühen Heirat zu berichten, die dadurch zustande kam, dass der Bräutigam „den Beifall ihrer Sippe fand“. Daraufhin entschließt Tatjana sich, Onegin einen Brief zu schreiben, in dem sie ihm ihre Liebe gesteht (Briefszene: und wär’s mein Untergang). Am nächsten Morgen bittet sie Filipjewna, ihren Sohn mit dem Brief zu Onegin zu schicken.
3. Bild (entlegener Garten im Anwesen der Larins): Bange wartet Tatjana auf Onegin. Dieser erscheint schließlich. Er fühle sich zwar durch Tatjanas Vertrauen geehrt, gibt ihr aber auf demütigende Weise („Sie schrieben mir, wozu es leugnen?“) zu verstehen, dass er sich wegen seines unsteten Wesens nicht für eine Ehe eigne. Tief enttäuscht sieht Tatjana ihre Träume zerstört.

### Zweiter Akt
1. Bild (Festsaal im Hause Larin): Es wird Tatjanas Namenstag gefeiert. Die Gäste freuen sich über die Abwechslung im ansonsten eintönigen russischen Landleben. Onegin tanzt mit Tatjana und bekommt den Tratsch der Gäste über ihn mit. Verärgert gibt Onegin Lenski die Schuld, dass dieser ihn zum Besuch des Festes mitgenommen hat, und beschließt, aus Rache Olga ein wenig den Hof zu machen. Er fordert sie mehrfach zum Tanz auf, worauf sie kokett eingeht. Als Lenski ihr deswegen Vorhaltungen macht, macht sie sich nur lustig über ihn und bestraft seine Eifersucht, indem sie weiter mit Onegin tanzt. Bevor die Situation eskaliert, gibt der Franzose Triquet ein kleines Ständchen zu Ehren Tatjanas zum Besten. Als Onegin Lenski nach dem Grund für seine schlechte Stimmung fragt, macht dieser ihm schwere Vorwürfe. Der Streit eskaliert schließlich: Lenski fordert Onegin zum Duell heraus.
2. Bild (auf einem Feld im Morgengrauen): Lenski wartet mit seinem Sekundanten Saretzki auf Onegin. Voller düsterer Vorahnung blickt er auf sein Leben zurück (Arie: Wohin, wohin seid ihr entschwunden). Verspätet erscheint Onegin. Als Saretzki ihn nach seinem Sekundanten fragt, stellt Onegin seinen eigentlich nicht standesgemäßen Kammerdiener Guillot vor. Trotzdem drängt Lenski auf die Fortsetzung des Duells. Noch einmal erinnern sich die beiden ihrer alten Freundschaft, doch sie sind zur Versöhnung unfähig. Onegin trifft Lenski tödlich.

### Dritter Akt
1. Bild (Ballsaal im Hause des Fürsten Gremin in St. Petersburg): Jahre später kehrt Onegin nach rastlosen Reisen im Ausland nach Russland zurück. Auch ein Ball im Hause des Fürsten Gremin kann nicht seine innere Leere, Rastlosigkeit und Schuldgefühle zerstreuen. Da tritt die elegante Gattin des Fürsten auf. Onegin ist erstaunt und beeindruckt: es ist Tatjana. Der ahnungslose Fürst stellt sie ihm vor und schildert sein Glück mit seiner erheblich jüngeren Gattin (Arie: „Ein jeder kennt die Lieb' auf Erden, / Ein jeder muß ihr Sklave werden“). In Onegin entflammt nun die Leidenschaft für die gereifte Tatjana.
2. Bild (Empfangszimmer im Hause Gremin): Tatjana erscheint mit einem Brief Onegins. Ängstlich sieht sie sich mit den Geistern der Vergangenheit konfrontiert. Onegin erscheint schließlich und bestürmt sie. Tatjana erinnert ihn daran, wie er sie einst zurückgewiesen hat, und fragt, ob es nicht in Wirklichkeit ihre neue gesellschaftliche Stellung sei, die Onegins Leidenschaft geweckt habe. Onegin zeigt sich beschämt und versichert, dass er es ehrlich meine, und bekräftigt seine leidenschaftlichen Gefühle. Auch Tatjana rutscht das Geständnis heraus, dass sie ihn noch liebt. Onegin bedrängt sie, mit ihm zu fliehen, doch sie gibt ihm zu verstehen, dass sie ihrem Gatten treu bleiben will. Alle Bemühungen Onegins, Tatjana umzustimmen, sind vergebens. Sie reißt sich von ihm los und lässt ihn verzweifelt zurück.

## Aufführungsgeschichte
Die Uraufführung durch Schüler des Moskauer Konservatoriums unter der Leitung von Nikolai Rubinstein fand am 17. Märzjul. / 29. März 1879greg. im Moskauer Maly-Theater statt. Die erste Aufführung vor großem Publikum fand dann am 11. Januarjul. / 23. Januar 1881greg. im Bolschoi-Theater statt und wurde zu einem großen Erfolg. Die Erstaufführung am St. Petersburger Mariinski-Theater vom 19. Oktoberjul. / 31. Oktober 1884greg. geriet dann schließlich zu einem durchschlagenden Erfolg und ließ die Oper zu einem Standardwerk zunächst auf russischen und später auch auf internationalen Bühnen werden. So schrieb der tschechische Komponist Antonín Dvořák einige Wochen später an Tschaikowski: „Es ist eine wundervolle Schöpfung, voll warmer Empfindung und Poesie und in allen Einzelheiten gekonnt, kurzum, diese Musik ist bestrickend und dringt so tief in unser Herz ein, dass man sie nie wieder vergessen kann… Gebe Gott, dass Sie uns noch viele Werke wie dieses schenken mögen!“
Die deutsche Erstaufführung fand 1892 am Stadt-Theater Hamburg statt, unter der Leitung von Gustav Mahler, „im Beisein des höchst zufriedenen Komponisten“. Den Lenski sang dabei Wilhelm Cronberger.